# Калам
Кала́м (араб. الكلام‎ — слово, речь) — в средневековой мусульманской литературе: всякое рассуждение на религиозно-философскую тему, а также, в специальном значении, спекулятивная дисциплина, дающая догматам ислама толкование, основанное на разуме, а не на следовании религиозным авторитетам. Калам называют также рационалистической теологией и одним из основных направлений арабо-мусульманской философии, отмечая, что недопустимо считать калам мусульманской ортодоксией.
Обращение к разуму как к высшей инстанции — это то, что объединяло калам и фальсафа и отличало их представителей (мутака́ллимов и фалясифа) от догматиков-салафитов, с одной стороны, и мистиков-суфиев — с другой. Различие же между мутакаллимами и представителями фальсафа в том, что для первых отправной точкой рассуждений были нормативные принципы ислама и проблематика, характерная для этой религии, а для вторых — нормативные принципы разума и античные модели философствования. Оформился в VIII веке.

## История
Калам возник и начал развиваться в ходе дискуссий, зародившихся в исламе с появлением таких религиозно-политических группировок, как хариджиты, кадариты, джабриты и мурджииты, а также дискуссий с представителями немусульманских верований. В таких дискуссиях выработался присущий каламу метод рассуждения, основанный на символико-аллегорическом толковании Корана и исключающий ссылки на авторитетов при аргументации своей позиции, а также формировалась его проблематика: предметом обсуждения становились вопросы о единстве Бога и соотношении сущности и атрибутов Всевышнего, об ответственности человека за свои деяния (о свободе воли и предопределении), о качествах, необходимых для халифа, для имама, о том, какой человек считается истинно верующим мусульманином, какой — неверующим, а какой — совершившим тяжкий грех, вопросы о сотворённости или несотворённости Корана во времени.
Свойственные каламу метод и проблематика впервые встречается в творчестве аль-Джада ибн Дирхама (казнён ок. 742 г.), который выдвинул требование опираться только на разум и подвергать противоречащие ему стихи Корана символико-аллегорическому толкованию (тавиль); ал-Джааду принадлежат мысли о невозможности приписывать богу вечные положительные атрибуты и о сотворенности Корана во времени. Его ученик Джахм ибн Сафван (казнён в 745 г.) развивал идеи учителя, говорил о способности разума независимо от откровения отличать добро от зла. Аль-Джад, Джахм ибн Сафван и ученик Джахма Дирхам ибн Амр предваряли своими взглядами идеи первой крупной школы калама — школы мутазилизма.
Расцвет мутазилитского калама приходится на первую половину IX века. Начиная с правления аль-Мутаваккиля (847—861) мутазилизм стал подвергаться преследованию. В этих условиях попытка легализировать калам была предпринята Абу-ль-Хасаном аль-Ашари (873—935). Он стал основателем новой школы калама, которая получила название по его имени. Крупнейшими представителями ашаризма были аль-Бакиллани (ум. в 1013 г.), аль-Джувейни (ум. в 1085 г.), аш-Шахрастани и Фахруддин ар-Рази.
С XIII века начинается сближение калама и фальсафа. Со стороны мутакаллимов это сближение было подготовлено творчеством аш-Шахрастани и ар-Рази, а со стороны фалясифа — творчеством Насруддина ат-Туси.

## Основные вопросы
- О единстве Аллаха и о его сущности и атрибутах.
- О сотворённости или несотворённости Корана.
- О свободе воли и предопределении.

## Школы калама
- Мутазилиты
- Ашариты
- Матуридиты

## Разница между ашаритами и матуридитами
Между ашаритами и матуридитами существуют непринципиальные отличия, касающиеся второстепенных вопросов религии.
| Вопрос                                                                       | Позиция ашаритов | Позиция матуридитов |
| ---------------------------------------------------------------------------- | --- | --- |
| 1. Есть ли у Аллаха предвечный атрибут Таквин (способность творить)?         | Таквин — это не отдельный атрибут Аллаха, а производная от атрибутов Воля и Могущество.                                              | Таквин — это предвечный атрибут Аллаха.                                                                                             |
| 2. Можно ли услышать Речь Аллаха?                                            | Можно | Нельзя |
| 3. Может ли Аллах описываться качеством «хикма»?                             | «Хикма» Аллаха относится к «знанию и мудрости» и не может быть отнесено к «совершенству в творении».                                 | Может, независимо, означает ли оно «знание или мудрость» или «совершенство в творении».                                             |
| 4. С чем связано «довольство» (рида’) Аллаха?                                | Довольство Аллаха связано со всеми действиями творений (повиновением и неповиновением).                                              | Повиновение происходит по довольству Аллаха, а неповиновение не по его довольству.                                                  |
| 5. Может ли Бог возложить на человека больше, чем он может выполнить?        | Теоретически Аллах может возложить на человека больше, чем он может выполнить, но это невозможно, исходя из откровения.              | Аллах не возлагает на человека больше его возможностей.                                                                             |
| 6. Можно ли дойти разумом до возложенных на человека обязанностей (таклифа)? | Вопросы таклифа могут быть поняты только через откровение, а не через разум.                                                         | До некоторых обязанностей, возложенных на человека, можно дойти с помощью разума.                                                   |
| 7. В чём разница между счастьем и несчастьем?                                | Счастье (рай) и несчастье (ад) можно отнести к человеку только в момент смерти.                                                      | Несчастный человек может в конечном счёте оказаться счастливым и наоборот.                                                          |
| 8. Может ли неверие быть прощено?                                            | Рационально допустимо для неверного получить прощение, но невозможно согласно текстам откровения.                                    | С точки зрения разума и с точки зрения откровения, невозможно.                                                                      |
| 9. Может ли оказаться, что верующие будут вечно в Аду и наоборот?            | Теоретически (с точки зрения разума) это допустимо, но невозможно, исходя из откровения.                                             | Вечный Ад для верующего и вечный Рай для неверного — это невозможно и с точки зрения разума и откровения.                           |
| 10. В чём разница между исм и мусамма?                                       | Имя (исм) и существо с таким именем (мусамма) могут отличаться.                                                                      | Исм и мусамма — одно и то же. |
| 11. Может ли женщина быть пророком?                                          | Теоретически может. | Не может. |
| 12. Как может называться действие (фи’ль) человека?                          | Фи’ль (в истинном смысле) относится к действиям Аллаха, а действие, приобретённое лицом, может называться фи’ль в переносном смысле. | Действие лица называется приобретением (касб), но не творением (хальк), а действие Аллаха называется творением, а не приобретением. |